# 徐扈家乡
徐扈家乡，是中华人民共和国甘肃省临夏回族自治州积石山保安族东乡族撒拉族自治县下辖的一个乡镇级行政单位。

## 行政区划
徐扈家乡下辖以下地区：
五十里铺村、周家村、仙家村、徐扈家村、长家寺村和乔干村。